# Artemis-30
Artemis-30 – grecka, holowana armata przeciwlotnicza kalibru 30 mm.
Prototyp zestawu przeciwlotniczego Artemis-30 został zaprezentowany w 1982 roku. Broń została skonstruowana z wykorzystaniem podzespołów produkowanych w Niemczech, Szwecji i Wielkiej Brytanii.
Artemis-30 składa się z dwóch armat automatycznych Mauser Model F umieszczonych na czterokołowym łożu. System celowniczy składa się z radaru artyleryjskiego, celownika optycznego, telewizyjnego i nocnego, oraz dalmierza laserowego. Armaty zasilane są taśmowo z magazynu umieszczonego w podstawie działa. Magazyn mieści dwie, 250-nabojowe taśmy. Może być stosowana amunicja z pociskami odłamkowo-burzącymi, kumulacyjno-odłamkowymi i przeciwpancerno-smugowymi.
Armaty Artemis-30 znajdują się na uzbrojeniu lotnictwa greckiego i są używane do obrony przeciwlotniczej lotnisk.